# Губаренко Ірина Віталіївна
Іри́на Віта́ліївна Губаре́нко (30 червня 1959, Харків — 10 жовтня 2004, Харків) — український композитор, театральний діяч, поетеса.

## Життєпис
Народилася 30 червня 1959 року в Харкові, у відомій театрально-музичній родині Черкашиних-Губаренко. Великий вплив на її виховання спричинили дід — режисер, актор-«березілевець» та театральний педагог Роман Черкашин та бабуся, актриса Юлія Фоміна. Вибір музичної професії був обумовлений прикладом батьків, композитора Віталія Губаренка та музикознавця Марини Черкашиної-Губаренко.
Після закінчення в 1979 році Харківської спеціалізованої музичної школи вступила до Харківського інституту мистецтв імені І. Котляревського на композиторське відділення, в клас професора В. М. Золотухіна.
Закінчивши інститут в 1984 році, прийшла працювати в Харківський театр юного глядача завідувач музичної частини, де створювала музику до вистав протягом двадцяти років. За роки роботи в театрі нею було озвучено понад 20 постановок театру.
У 1987 р. разом з молодими акторами ТЮГу, за участі Романа Черкашина створила студійний колектив «Бідний театр». За роки його існування поставила як режисер композицію по «Ромео і Джульєтті» В. Шекспіра, вистави «Белые розы, розовые слоны» за п'єсою В. Гібсона, «Кроткая» за повістю Ф. Достоєвського, «В ім'я твоє» (українська містерія) — власну інсценізацію повісті В. Підмогильного «Остап Шаптала», а також кілька поетичних програм. Роботи «Бідного театру» були показані в Харкові і в Києві.

Могила Ірини Губаренко

Крім театральної музики Губаренко написала кілька десятків романсів і пісень на власні тексти. Її перу належать симфонічна поема «Ахтамар», ряд камерних музичних творів — фортепіанні прелюдії, вокальні цикли, соната для гобоя, рок-опера «Соляріс».
З юнацького віку писала вірші і прозу, посмертно надруковані в збірці «Поэтические медитации» (Київ, 2005), а також у журналі «Соти», 2005, № 11.
Останні роки життя активно займалася театральною критикою, друкувалася в газеті «Дзеркало тижня» (у тому числі під псевдонімом Ірина Арнаутова), журналі «Театр-кіно». Працювала над кандидатською дисертацією на тему «Режисерські концепції ХХ століття у світлі аналітичної психології», як пошукувач кафедри теорії та історії культури Національної музичної академії України.
Померла після тяжкої хвороби у 45-річному віці 10 жовтня 2004 року. Похована в Києві на Байковому кладовищі поруч з батьком (ділянка № 49а, 50°25′0.50″ пн. ш. 30°30′6.4″ сх. д. / 50.4168056° пн. ш. 30.501778° сх. д.).

## Творчий доробок (частковий)
- Сонатина для гобоя з фортепіано (1979);
- Три фортепіанні прелюдії (1982);
- Рок-опера «Соляріс» (1981);
- Симфонічна поема «Ахтамар» (1984);
- Камерна опера «Ведмідь» за оповіданням А. Чехова (1989),
- Вокальний диптих на вірші Івана Драча (1981),
- Монолог Кассандри для мецо-сопрано і фортепіано на вірші Лесі Українки (1985);
- Вокальний цикл на вірші Л. Кисельова «Заспівайте, сестро» (1987);
- Три пісні на вірші Л.  Кисельова для тенора з фортепіано (1988).